# 博福斯Pvpj 1110無後座力炮
Pvpj 1110 （瑞典語： 1110，意為：1110型反坦克武器，簡稱：Pv-1110）是由瑞典萨博博福斯动力公司（原本是波佛斯反裝甲公司）所研製和生產的90毫米口徑大型无后座力炮，被瑞典軍隊採用為制式武器，發射90×760毫米炮彈。
這武器的性質類似卡爾·古斯塔夫無後座力炮，但後者更為小型化而且早於1940年代中葉就出現。
Pvpj 1110於1960年代初開始服役，在1990年代末期生產了約1,600門以後從瑞典軍隊之中淘汰。該武器當中大約300門被轉移到愛沙尼亞、拉脫維亞和立陶宛。

## 歷史
早在1954年，博福斯宣布了兩門Pvpj 1110的原型機，並於1959年建立實際型號。事實上炮管是由博福斯製造，而輪式炮架則是在埃斯基尔斯蒂纳（Eskilstuna）的卡爾·古斯塔夫城市步槍兵工廠建造。Pvpj 1110炮管以上的頂部設置一枝轉換槍托的Ag M/42半自動步槍，型號為Inskjutningsgevär 5110，將其用作測距步槍。該炮的瞄準具是一副具有4倍放大倍率的光学瞄准镜。該炮從1990年代從前線中撤除。21世紀初，該炮被大量的捐贈至波羅的海國家。
該炮亦最初被愛爾蘭軍隊以牽引形式所使用，並曾在1962年一輛A34彗星坦克遭遇火災、砲塔被擊毀以後，被實驗性地架設在其底盤以上，以取代其砲塔。搭載Pvpj 1110的彗星坦克被稱為「無頭馬車夫」。
在俄乌战争當中，乌克兰陆军將送贈而至的Pvpj 1110用於戰役當中。
該炮本身而是舊式的產品，但拜瑞典研製了許多新型炮彈與瞄準具供其使用所賜，盡可能的延長了其使用壽命。

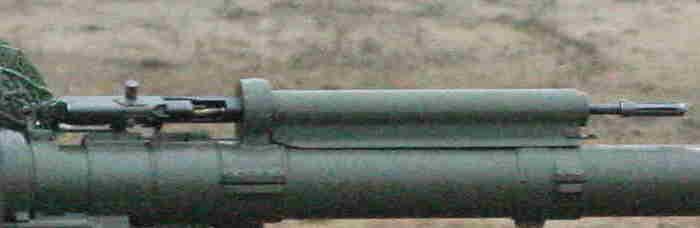
Inskjutningsgevär 5110 7.62×51毫米北約口徑測距步槍。

## 版本
最初的Pvpj 1110為牽引拉動式移動，即是裝在輪式炮架以上給步兵使用。其後瑞典軍隊採用Tgb 903越野车（包括衍生型L3304）以後，將Pvpj 1110裝在L3304越野車以上並且合稱為Pvpjtgb 9031反坦克越野車。1970年代，這種武器也被搭載在Tgb 1111越野車的敞篷车型以上，並且命名為Pvpjtgb 1111反坦克越野車（Pansarvärnspjästerrängbil 1111）。它也被搭載在Bandvagn 206履帶式運輸車的敞篷车型版本，並安裝在前托架以上，並且命名為PvBv 2062反坦克履帶車（PansarvärnsBandvagn 2062）。在北極作戰時，該炮也可以藉由船型雪橇並且由兩塊滑雪板拉動實現運輸。

## 彈藥
Pvpj 1110的設計用以發射具有曳光功能的高爆反坦克彈。瑞典將這些炮彈命名為曳光穿甲榴彈（spårljuspansarspränggranat，slpsgr）。
- 曳光穿甲榴彈M/62（Spårljuspansarspränggranat m/62），為10.7千克高爆反坦克彈，能貫穿380毫米軋壓均質裝甲（RHA）。
- 曳光穿甲榴彈M/77（Spårljuspansarspränggranat m/77），為11.2千克高爆反坦克彈，能貫穿500毫米軋壓均質裝甲。
- 曳光穿甲榴彈M/84（Spårljuspansarspränggranat m/84），為10千克高爆反坦克彈。
- 曳光訓練榴彈M/62（Spårljusövningsgranat M/62），為10.7千克訓練彈（無裝填炸藥），具有曳光功能。

## 瞄準具
Pvpj 1110的炮管上方裝有以Ag M/42直接導氣氣動式半自動步槍改進而成的測距步槍（型號為Inskjutningsgevär 5110），以測距步槍發射曳光彈，確認擊中目標以後再發射炮彈。
以後還配備了4倍放大倍率的光学瞄准镜，並具有機械瞄具作為後備瞄準具。

## 使用國
- 爱沙尼亚
- 伊拉克
- 愛爾蘭：從前線撤除。
- 拉脫維亞：國民警衛隊。
- 立陶宛：立陶宛武裝部隊。
- 瑞典：瑞典國防軍，從前線中撤除，但目前以入庫封存型式保留。

## 圖集

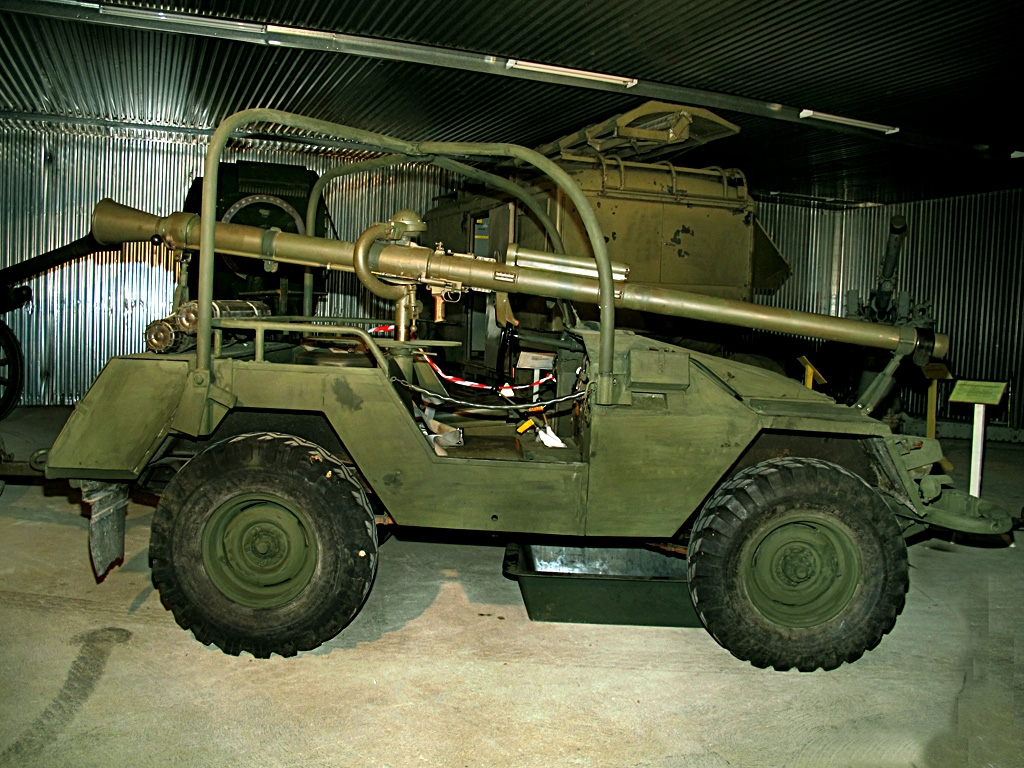
Pvpjtgb 9031反坦克越野車
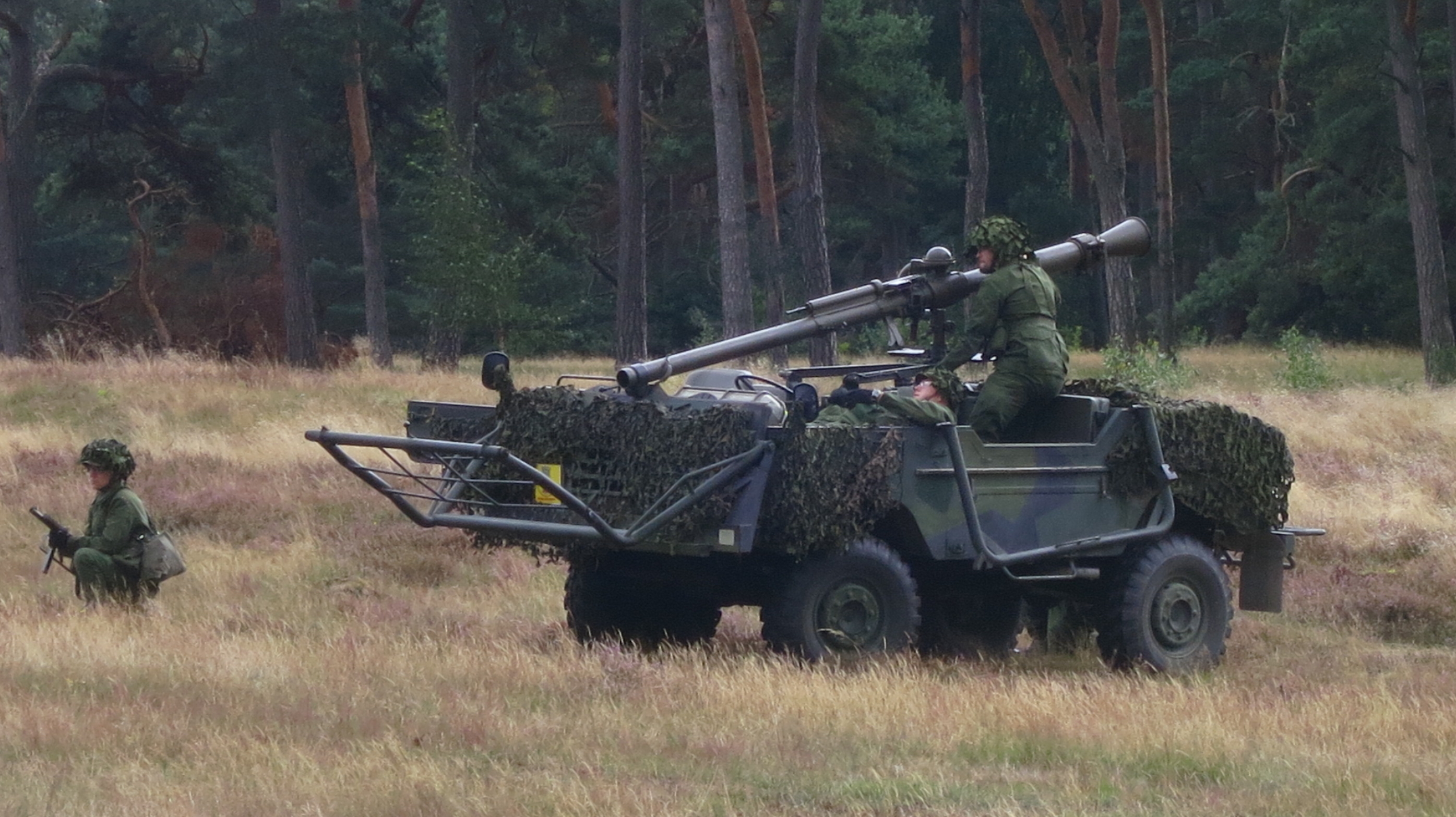
Pvpjtgb 1111反坦克越野車

## 資料來源
1. ↑  Eriksson, Åsa (11 mars 2007). “Hells Angels hade kanon （页面存档备份，存于）”. Aftonbladet. Läst 17 augusti 2011.
2. ↑  . 5 May 2023.

## 外部連結
- （瑞典文）—Pvpj 1110 på Soldf.com